# St. Martin (Richterich)

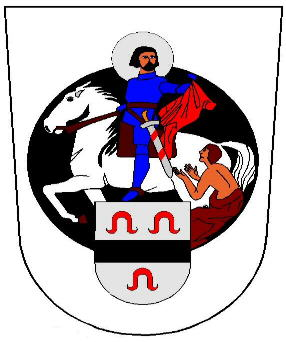
St. Martin im Wappen von Richterich

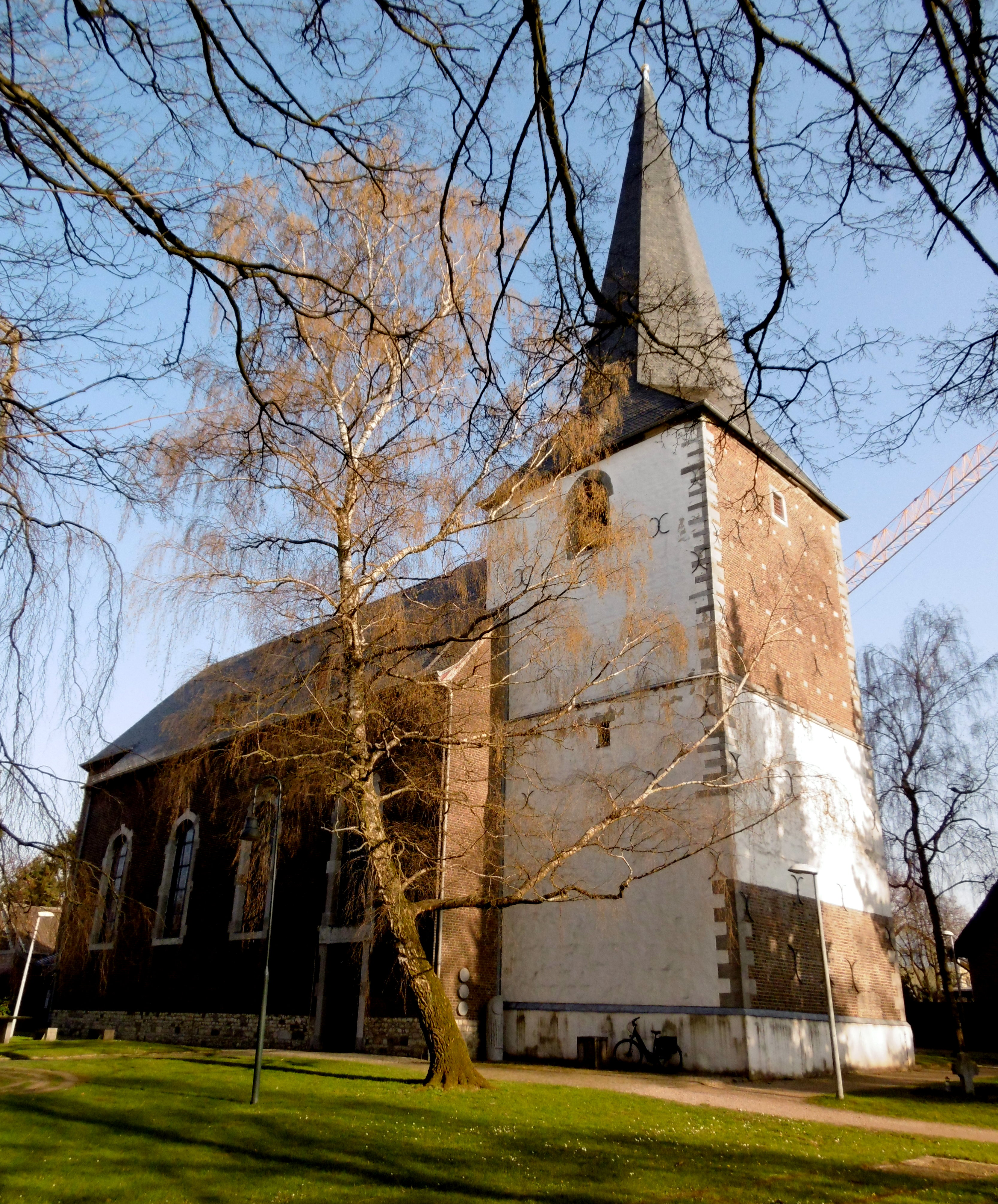
St. Martinus

Die katholische Pfarrkirche St. Martinus ist ein denkmalgeschütztes Kirchengebäude in Richterich, einem Stadtbezirk der Stadt Aachen in Nordrhein-Westfalen.

## Geschichte und Architektur
Die Gemeinde ist aus einer um das Jahr 1000 existierenden pfalzgräflichen Gutskapelle hervorgegangen. Im 15. Jahrhundert wurde an dieser Stelle ein vermutlich aus dem 12. Jahrhundert stammendes Kirchengebäude durch einen Neubau ersetzt. Im 18. Jahrhundert war die Kirche wiederum baufällig und wurde als zu klein angesehen. 1791 entstand eine neue Kirche, wobei der quadratische Westturm aus dem 15. Jahrhundert, der in Kleinquadern ausgeführt und stabil genug war, erhalten blieb und mit dem neuen Kirchenschiff verbunden wurde.
Der fünfseitige Ostchor wurde ca. 1855 angebaut. Später wurde der Turm mit einer spitzen, achteckigen Haube bekrönt. In den Innenraum des Backsteinsaals wurde eine flache Stuckdecke eingezogen. Die Wände sind durch Pilaster gegliedert. Es sind noch Reste des barocken Hochaltars vorhanden, die Orgel wurde 1836 von G. Maaß aufgebaut.
Die Kriegsjahre hatte die Kirche relativ unbeschadet überstanden. 1951 wurden zwei Chorfenster nach Entwürfen von Anton Wendling erneuert, weitere sechs neue Fenster wurden 1958 von dem Düsseldorfer Glasmaler Herbert Kaufmann gestaltet. Die beiden Glocken der Kirche stammen aus dem Jahr 1954 und sind aus Stahl. Die früheren Bronze-Glocken waren in den 1940er Jahren konfisziert und eingeschmolzen worden.

## Orgel
Die kleine Orgel auf der Empore besitzt 15 Register verteilt auf einem Manual und Pedal. Sie wurde 1836 durch die Firma des Kölner Orgelbaumeisters Engelbert Maaß (Maahs) erbaut und ist die älteste Orgel Aachens. 1988 wurde das Instrument von der Firma Weimbs restauriert. Die Disposition ist wie folgt:
| I Hauptwerk C–a3 |                |       |     |
| 1.               | Bourdon        | 16′   | D   |
| 2.               | Principal      | 8′    |     |
| 3.               | Hohlpfeiff     | 8′    | B/D |
| 4.               | Viola di Gamba | 8′    | B/D |
| 5.               | Fernflaut      | 8′    | B/D |
| 6.               | Octav          | 4′    |     |
| 7.               | Superoctav     | 2′    |     |
| 8.               | Mixtur IV      | 1 ⁄3′ |     |
| 9.               | Cornett IV     | 4′    |     |
| 10.              | Trompette      | 8′    | B/D |
| 11.              | Clairon        | 4′    | B   |

| Pedal C–d1 |            |     |
| 12.        | Subbass    | 16′ |
| 13.        | Octavbass  | 8′  |
| 14.        | Choralbass | 8′  |
| 15.        | Posaune    | 16′ |

- Koppeln: I/P
- Spielhilfen: